# Nonato Gomes

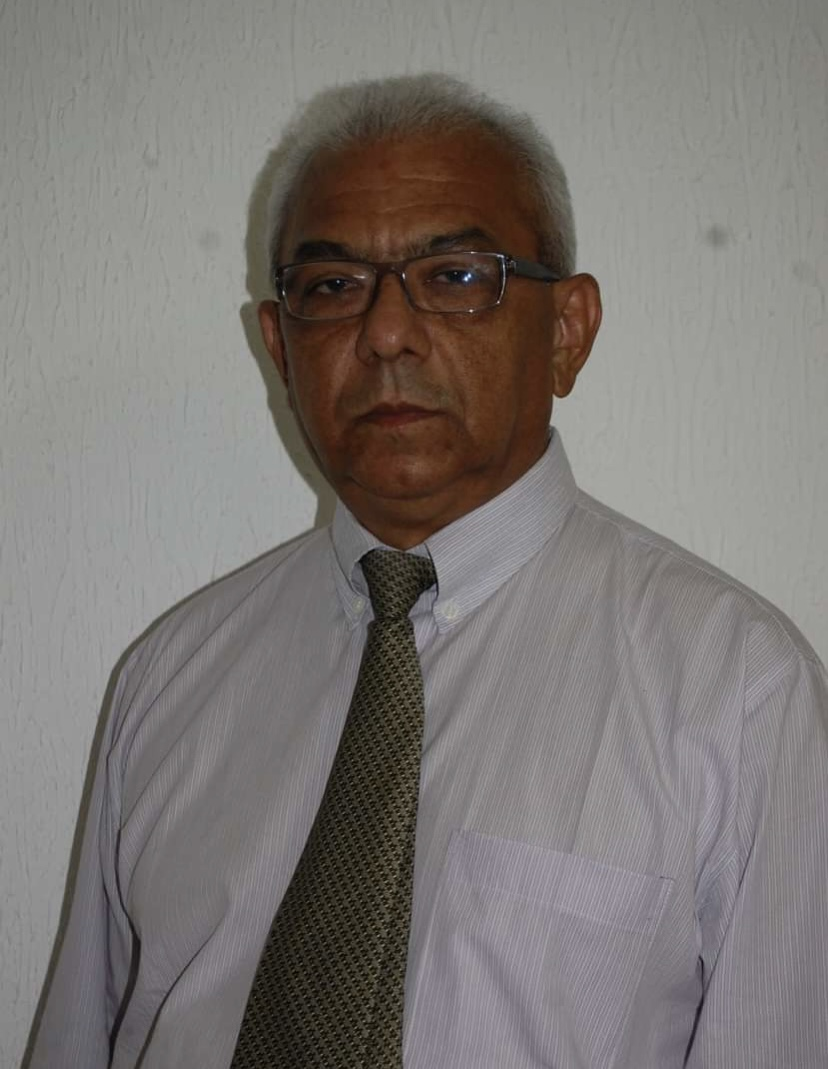
Raimundo Nonato Gomes Martins

Raimundo Nonato Gomes Martins OMR (Campo Maior, 31 de janeiro de 1954 – Teresina, 24 de março de 2021), mais conhecido como Nonato Gomes, foi um contador e professor brasileiro. Foi presidente do Caiçara Esporte Clube. Em 2009, foi agraciado com a Ordem do Mérito Renascença do Piauí, no grau de Oficial, a mais alta honraria estadual, em reconhecimento à sua contribuição profissional e institucional.[carece de fontes?]